# Daniel Jędraszko
Daniel Jędraszko (* 6. April 1976 in Stettin) ist ein ehemaliger polnischer Kanute.

## Erfolge
Daniel Jędraszko nahm dreimal an Olympischen Spielen teil. Sein Olympiadebüt gab er 2000 in Sydney in zwei Wettbewerben. Im Einer-Canadier schied er auf der 1000-Meter-Strecke als Neunter seines Vorlaufs aus. Im Zweier-Canadier über 500 Meter qualifizierte er sich hingegen mit Paweł Baraszkiewicz nach einem Sieg im Vorlauf direkt für den Endlauf. Diesen beendeten sie nach 1:51,536 Minuten auf dem zweiten Platz, hinter den siegreichen Ungarn Ferenc Novák und Imre Pulai und vor den Rumänen Mitică Pricop und Florin Popescu, womit sie sich die Silbermedaille sicherten. Bei den Olympischen Spielen 2004 in Athen gingen Jędraszko und Baraszkiewicz erneut im Zweier-Canadier auf der 500-Meter-Strecke an den Start und zogen nach Rang drei im Vorlauf erneut direkt in den Endlauf ein. Im Finale kamen sie dann jedoch nicht über den neunten und damit letzten Platz hinaus. Vier Jahre darauf war bei den Olympischen Spielen in Peking nunmehr Roman Rynkiewicz Jędraszkos Partner in der 500-Meter-Konkurrenz im Zweier-Canadier. Sie wiederholten dabei die Platzierungen, die Jędraszko und Baraszkiewicz 2004 erreicht hatten: ihren Vorlauf beendeten sie auf Rang drei, das Finale auf dem neunten und letzten Rang.
Mit Paweł Baraszkiewicz gewann Jędraszko bei Weltmeisterschaften im Zweier-Canadier acht seiner insgesamt zehn Medaillen, die beiden übrigen sicherte er sich im Vierer-Canadier. 1997 war er mit Baraszkiewicz in Dartmouth erstmals erfolgreich, als die beiden Silber über 500 Meter gewannen. Darüber hinaus belegte er im Vierer-Canadier über 1000 Meter Rang drei. 1998 in Szeged und 1999 in Mailand gewannen Jędraszko und Baraszkiewicz auf der 500-Meter-Strecke jeweils die Silbermedaille, während sie 1999 über 500 Meter erstmals Weltmeister wurden. Bei den Weltmeisterschaften 2001 in Posen gelang ihnen dieser Erfolg auch über 200 Meter, wohingegen sie über 500 Meter eine Titelverteidigung als Zweitplatzierte knapp verpassten. Nach einer Bronzemedaille mit dem Vierer-Canadier auf der 500-Meter-Strecke 2002 in Sevilla wurde Jędraszko mit Baraszkiewicz 2003 in Gainesville ein drittes und viertes Mal Weltmeister. Sie besiegten sowohl über 200 Meter als auch über 500 Meter ihre Konkurrenz.
Ähnlich erfolgreich waren Jędraszko und Baraszkiewicz auch bei Europameisterschaften. 1997 in Plowdiw und 2000 in Posen wurden sie über 500 Meter Europameister, auf der 200-Meter-Strecke gelang ihnen 1999 in Zagreb und 2000 in Posen der Titelgewinn. Darüber hinaus sicherten sie sich 2001 in Mailand über 200 Meter Silber und gewannen 2004 in Posen über 200 Meter Bronze sowie über 500 Meter Silber. Im Vierer-Canadier belegte Jędraszko 1997 in Plowdiw über 1000 Meter und 2001 in Mailand über 200 Meter jeweils den dritten Platz.
Im Einer-, Zweier- und Vierer-Canadier wurde Jędraszko auf verschiedenen Distanzen insgesamt 18 Mal polnischer Landesmeister. 2007 erhielt er ebenso wie sein langjähriger Partner Paweł Baraszkiewicz das Ritterkreuz des Ordens Polonia Restituta.